# Max von Brandt
Maximilian August Scipio von Brandt (né le 8 octobre 1835 à Berlin et mort le 24 août 1920 à Weimar) est un diplomate allemand, spécialiste de la culture et de l'histoire de l'Extrême-Orient.

## Biographie
Max von Brandt est le fils de Heinrich von Brandt, un général et écrivain prussien. Il est baptisé protestant et fréquente le collège français de Berlin pendant son enfance. Devenu officier dans l'armée prussienne, il fait partie de l'expédition Eulenburg de 1860/62 à destination de l'Asie de l'Est qui mena à la signature d'un traité commercial entre le Japon et la Prusse le 24 janvier 1860. Par la suite, Max von Brandt devient consul puis consul-général de la confédération de l'Allemagne du Nord, et en 1872, Ministerresident allemand au Japon. De 1875 à 1893, il est envoyé impérial en Chine, et, en 1882/83, il conclut un traité de commerce et d'amitié avec la Corée, pays où il étudie intensément la culture et l'histoire de l'Asie de l'Est. Grâce à sa connaissance de l'Extrême-Orient, sa personnalité et son affabilité, von Brandt était très estimé à Pékin où il fut le doyen du corps diplomatique pendant plusieurs années.

## Œuvres
- Sprache und Schrift der Chinesen, Breslau, o.J. (ca. 1883) (41 Seiten).
- Aus dem Land des Zopfes - Plaudereien eines alten Chinesen, Leipzig 1884 (132 Seiten), 2. Aufl. 1898 (195 Seiten).
- Sittenbilder aus China - Mädchen und Frauen - Ein Beitrag zur Kenntnis des chinesischen Volkes, Stuttgart 1895 (87 Seiten), 2. Aufl. 1900.
- Die Zukunft Ostasiens - Ein Beitrag zur Geschichte und zum Verständnis der ostasiatischen Frage, Stuttgart 1895 (80 Seiten), 2. Aufl. 1903.
- Drei Jahre ostasiatische Politik 1894-97, Stuttgart 1897 (263 Seiten).
- Ostasiatische Fragen - China, Japan, Korea - Altes und Neues, Berlin 1897 (359 Seiten).
- Colonien- und Flottenfrage (Vortrag), Berlin 1897 (23 Seiten).
- Die politische und commerzielle Entwicklung Ostasiens während der jüngsten Zeit (Vortrag), Leipzig 1898 (24 Seiten).
- Die chinesische Philosophie und der Staats-Confucianismus, Stuttgart 1898 (121 Seiten).
- China und seine Handelsbeziehungen zum Ausland mit besonderer Berücksichtigung der deutschen (= Schriften der Centralstelle zur Vorbereitung von Handelsverträgen 5), Berlin 1899.
- Industrielle und Eisenbahn-Unternehmungen in China (= Verhandlungen der Deutschen Kolonialgesellschaft 3/4), Berlin 1899.
- Zeitfragen - die Krisis in Südafrika - China - Commerzielles und Politisches - Colonialfragen, Berlin 1900 (394 Seiten).
- 39 Jahre in Ostasien - Erinnerungen eines deutschen Diplomaten, Leipzig 1901 (319 Seiten).
- Fremde Früchte - Sienkiewicz/Hearn/Kipling/Gorki, Stuttgart 1904.
- Die englische Kolonialpolitik und Kolonialverwaltung, Halle a. S. 1906.
- George Bogle und Thomas Manning: Aus dem Lande der lebenden Buddhas. Die Erzählungen von der Mission George Bogle's nach Tibet und Thomas Manning's Reise nach Lhasa (1774 und 1812). Aus dem Englischen des Mr. Clements R. Markham. Übersetzt und bearbeitet von Wirkl. Geh. Rat Max von Brandt. Hamburg 1909.
- Der Chinese in der Öffentlichkeit und der Familie - Wie er sich selbst sieht und schildert - In 82 Zeichnungen nach chinesischen Originalen, Berlin, ca. 1910.
- China, Japan und Korea in: Weltgeschichte (Hans Ferdinand Helmolt, Hrsg.), Bibliographisches Institut, Leipzig/Wien 1913, Band I.
- China und Japan jetzt und später, Leipzig 1914.
- Japan, Braunschweig 1920.